# Monestier, Dordogne
Monestier är en kommun i departementet Dordogne i regionen Nouvelle-Aquitaine i sydvästra Frankrike. Kommunen ligger i kantonen Sigoulès som tillhör arrondissementet Bergerac. År 2022 hade Monestier 396 invånare.

## Befolkningsutveckling
Antalet invånare i kommunen Monestier
Referens:INSEE